# 일곱 개의 대죄: 원차의 에든버러
《일곱 개의 대죄: 원차의 에든버러》(일본어: 七つの大罪 怨嗟のエジンバラ)는 2022년 12월 20일에 넷플릭스에서 개봉할 예정인 일본의 애니메이션 영화이다.

## 성우진
주연
- 카지 유우키 - 멜리오다스 역
- 아마미야 소라 - 엘리자베스 역
- 쿠노 미사키 - 호크 역
- 유우키 아오이 - 다이앤 역
- 스즈키 타츠히사 - 반 역
- 후쿠야마 쥰 - 킹 역
- 사카모토 마아야 - 멀린 역
- 스기타 토모카즈 - 에스카노르 역

조연